# Gary Grubbs

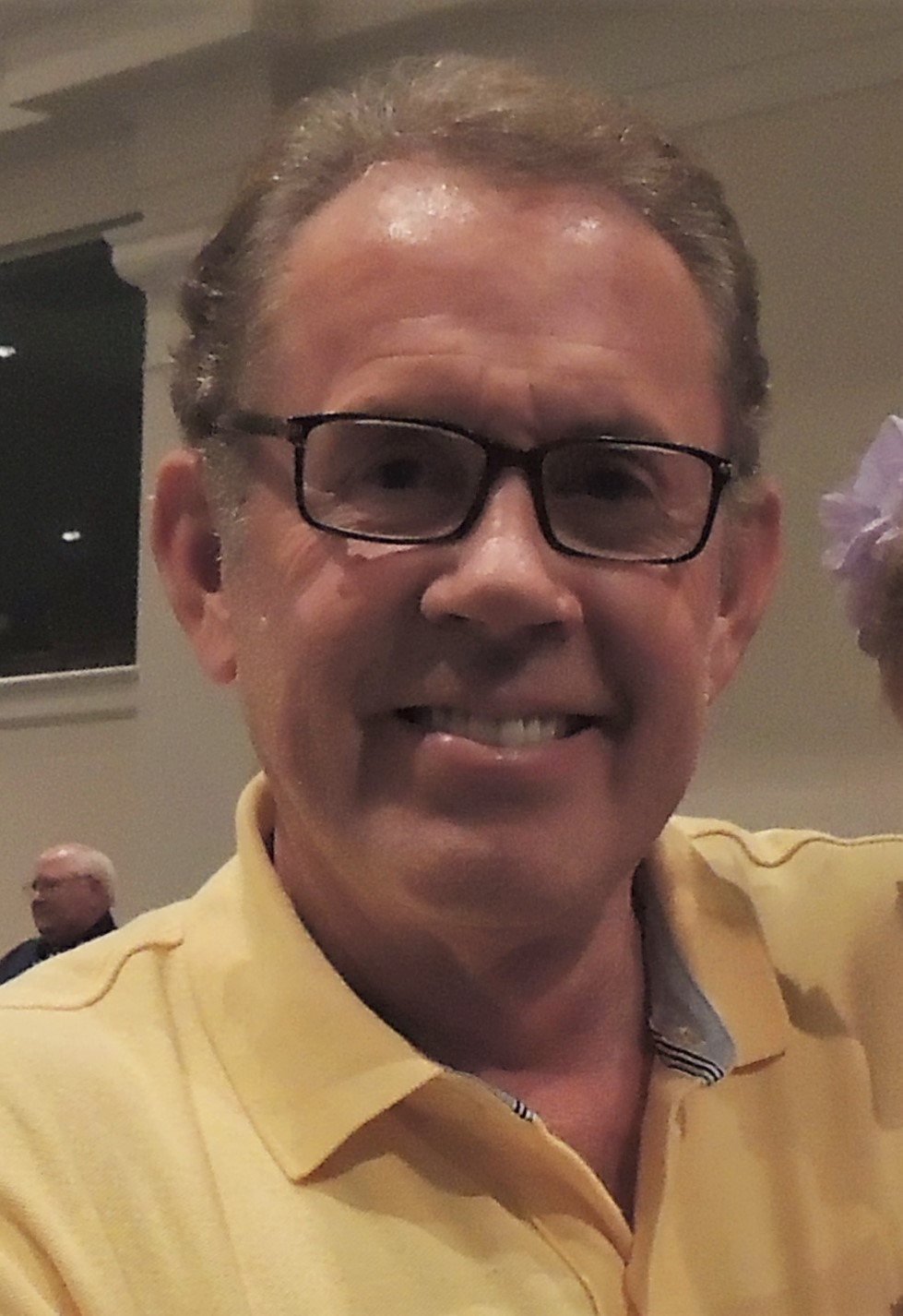
Gary Grubbs, 2016

Jon Gary Grubbs (* 14. November 1949 in Amory, Mississippi) ist ein US-amerikanischer Schauspieler.

## Leben
Von 1968 bis 1972 studierte Jon Gary Grubbs Wirtschaft an der University of Southern Mississippi und schloss mit einem Bachelor ab. 1977 zog Jon Gary Grubbs mit seiner damaligen Frau Glenda Meadows von Mississippi nach Los Angeles, um seine Schauspielkarriere zu forcieren. Noch im selben Jahr erhielt er eine kleine Rolle in der Familienkomödie Benji in Gefahr, bevor er in Filmen wie Honkytonk Man und Silkwood an der Seite von Clint Eastwood und Meryl Streep auftrat.
Nach seinem Studium lernte Grubbs die Lehrerin Glenda Meadows, eine frühere Schönheitskönigin und Miss Mississippi, kennen und heiratete sie. Mit ihr und den beiden gemeinsamen Kindern lebt er sowohl in Hattiesburg als auch in Los Angeles.

## Filmografie (Auswahl)

### Film
- 1977: Benji in Gefahr (For the Love of Benji)
- 1978: Deadman’s Curve (Fernsehfilm)
- 1980: Cannons Comeback (The Return of Frank Cannon)
- 1982: Grenzpatrouille (The Border)
- 1982: Honkytonk Man
- 1983: Silkwood
- 1984: Das brennende Bett (The Burning Bed)
- 1984: Ich bin kein Mörder (Fatal Vision)
- 1986: Say Yes!
- 1987: Verflixt verstrickt (Carly’s Web)
- 1988: Adams kesse Rippe (And God Created Woman)
- 1989: Tennessee Nights
- 1991: JFK – Tatort Dallas (JFK)
- 1992: Das vierte Gebot (Honor Thy Mother)
- 1993: Aufruhr in Little Rock (The Ernest Green Story)
- 1993: Das Osterkind (Miracle Child)
- 1993: Atemlose Flucht (River of Rage: The Taking of Maggie Keene)
- 1995: Verliebt in einen Frauenschänder (The Stranger Beside Me)
- 1996: Zur Lüge gezwungen (Forgotten Sins)
- 1997: Der 100.000 $ Fisch (Gone Fishin’)
- 1997: Mord aus Eifersucht – Wenn Schüler töten (Love’s Deadly Triangle: The Texas Cadet Murder)
- 1998: Akte X – Der Film (The X-Files)
- 1999: The Astronaut’s Wife – Das Böse hat ein neues Gesicht (The Astronaut’s Wife)
- 2001: Die doppelte Nummer (Double Take)
- 2003: Das Urteil – Jeder ist käuflich (Runaway Jury)
- 2004. Ray
- 2004: The Dead Will Tell
- 2006: Das Spiel der Macht (All the King’s Men)
- 2006: Déjà Vu – Wettlauf gegen die Zeit (Déjà Vu)
- 2006: Krumme Geschäfte (The Last Time)
- 2006: Spiel auf Sieg (Glory Road)
- 2008: All in – Alles oder nichts (Deal)
- 2008: Major Movie Star
- 2009: Bad Lieutenant – Cop ohne Gewissen (Bad Lieutenant: Port of Call New Orleans)
- 2009: Alabama Moon – Abenteuer Leben (Alabama Moon)
- 2010: Die Rache der Brautjungfern (Revenge of the Bridesmaids)
- 2012: Battleship
- 2012: No One Lives – Keiner überlebt! (No One Lives)
- 2014: Sabotage
- 2014: Wild Card – Eine Nacht in Las Vegas (Wild Card)
- 2014: Left Behind
- 2015: Project Almanac
- 2016: Sunday Horse – Ein Bund fürs Leben (A Sunday Horse)

### Serie
- 1979–1982: CHiPs (2 Folgen)
- 1979–1982: Ein Duke kommt selten allein (The Dukes of Hazzard, 2 Folgen)
- 1979: Drei Engel für Charlie (Charlie’s Angels, Folge Auf dem Highway sind die Engel los)
- 1986: Das A-Team (The A-Team, eine Folge)
- 1986: Golden Girls (The Golden Girls, eine Folge)
- 1987–1996: Eine schrecklich nette Familie (Married… with Children, 3 Folgen)
- 1991–1992: Unser lautes Heim (Growing Pains, 2 Folgen)
- 1993: Time Trax – Zurück in die Zukunft (Time Trax, eine Folge)
- 1995: Akte X (Fernsehserie, eine Folge)
- 1998–1999: Will & Grace (11 Folgen)
- 2001–2004: Angel – Jäger der Finsternis (Angel, 4 Folgen)
- 2003: Navy CIS
- 2006–2007: O.C., California (The O.C., 6 Folgen)
- 2010: Treme (Meet De Boys on the Battlefront)
- 2012: Common Law (12 Folgen)
- 2012: Criminal Minds (Folge 8x03)
- 2013: Bones – Die Knochenjägerin (Folge The Archaeologist in the Cocoon)